# Mihatovići (Chorwacja)
Mihatovići – wieś w Chorwacji, w żupanii istryjskiej, w mieście Poreč. W 2011 roku liczyła 122 mieszkańców.